# Adam Elsheimer

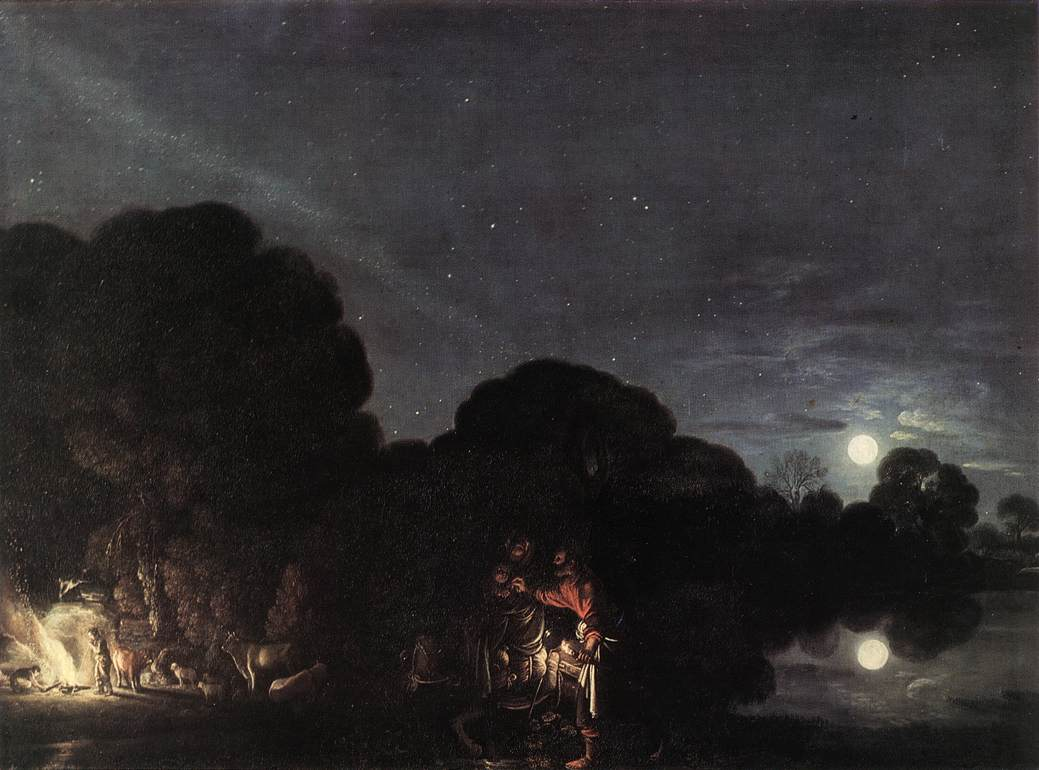
Adam Elsheimer, Vlucht naar Egypte, 1609, Olieverf op koperplaat, 31 x 41 cm, Alte Pinakothek, München

Adam Elsheimer (Frankfurt am Main, gedoopt op 18 maart 1578 - Rome, 11 december 1610) was een schilder van Duitse afkomst die een groot deel van zijn leven actief was in Italië.
Elsheimer heeft in Duitsland de stijl van de Duitse en Vlaamse schilders leren kennen en hij wordt onder andere in verband gebracht met het werk van de schilder Albrecht Altdorfer en de kunstenaars van de Donau-school. In 1598 bracht hij een bezoek aan Venetië, waar hij werken van onder meer Tintoretto en Bassano bestudeerde. Elsheimer schilderde vooral levendige, fel verlichte scènes in landschappen. In deze werken komen de Italiaanse, Duitse en Vlaamse invloeden samen tot een levendige laat-maniëristische stijl. Hij schilderde bijna uitsluitend kabinetstukken op een koperen drager.
In 1600 vestigde hij zich in Rome onder de bescherming van Hendrick Goudt, die ook gravures van zijn werk maakte. Zijn Italiaanse werken zijn niet zo goed gedocumenteerd en het is moeilijk om ze chronologisch te rangschikken. Een van de kenmerken van Elsheimer dat kan helpen bij herkenning van zijn werk, is zijn aandacht voor detail en realisme in zijn werk. Hiermee onderscheidt hij zich van vele andere schilders uit deze periode. Zijn voorkeur ging uit naar het maken van nachtscènes, zoals De bespotting van Ceres en Vlucht naar Egypte (1609). Dit laatste werk met zijn clair-obscur bezorgde hem grote roem bij de volgende generatie Noordelijke schilders, onder wie Rubens, Rembrandt en Claude Lorrain.
- Auckland Art Gallery Toi o Tāmaki: 618
- Biblioteca Nacional de España: XX1545268
- Bibliothèque nationale de France: cb125630279 (data)
- Biografisch Portaal: 21339520
- Catàleg d'autoritats de noms i títols de Catalunya: 981058529072606706
- Gemeinsame Normdatei: 118810936
- International Standard Name Identifier: 0000 0001 2126 8135
- KulturNav: dfc5a933-a8cf-4d84-9a20-7139c2e3c875
- Library of Congress Control Number: n80131223
- National Gallery of Victoria: 7608
- Nationale Bibliotheek van Tsjechië: ola2002161336
- Nationale bibliotheek van Australië: 35772526
- Nationale Bibliotheek van Israël: 987007277696805171
- Nederlandse Thesaurus van Auteursnamen: 070465762
- RKD-Nederlands Instituut voor Kunstgeschiedenis: 26076
- Istituto Centrale per il Catalogo Unico: RAVV025705
- SNAC: w6tx4dbj
- Système universitaire de documentation: 034929665
- Museum of New Zealand Te Papa Tongarewa: 32126
- Trove: 1080319
- Union List of Artist Names: 500115443
- Virtual International Authority File: 32114360
- WorldCat: E39PBJdrGtyDCyW9X9pgRRkVYP